# Emil Petri

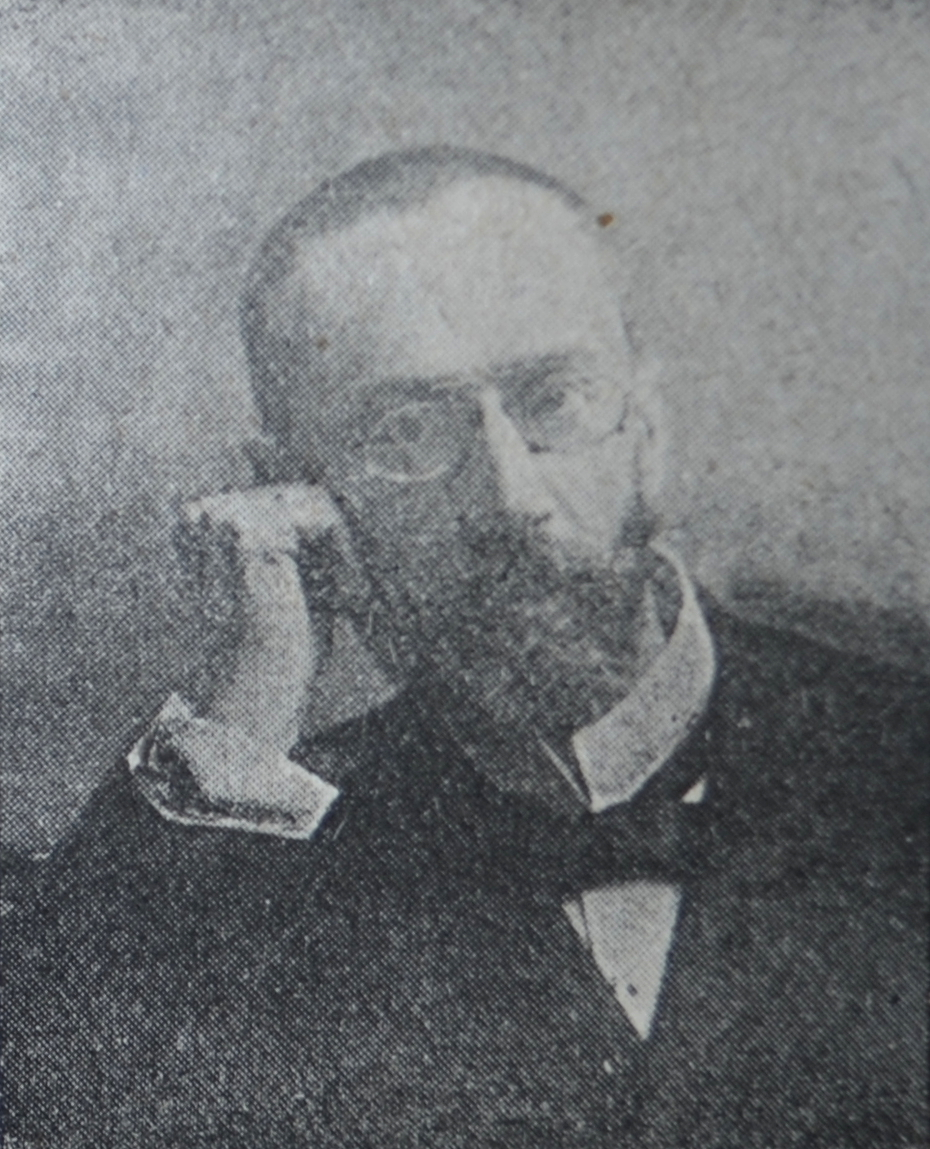
Emil Petri, 1911

Georg Karl Emil Petri (* 3. April 1852 in Buchsweiler, Département Bas-Rhin; † 11. Dezember 1918 in Kehl) war ein elsässisch-deutscher Jurist und Politiker. Er war von 1887 bis 1893 Mitglied des Deutschen Reichstags und von 1898 bis 1914 Unterstaatssekretär für Justiz und Kultus in der Regierung des Reichslandes Elsaß-Lothringen.

## Leben
Petri besuchte das Gymnasium in Buchsweiler (bis 1870 gehörte das Elsass zu Frankreich) und studierte an den Universitäten in Heidelberg und Straßburg. Während seines Studiums wurde er 1872 Mitglied der Schwarzburgbund-Verbindung Wilhelmitana Straßburg. Nach der Promotion zum Dr. jur. war er ab 1879 Rechtsanwalt in Straßburg. Er war Mitglied des Landes-Ausschusses von Elsaß-Lothringen und des Bezirkstages des Unter-Elsaß. Ab 1884 gehörte er dem Oberkonsistorium und von 1889 bis 1898 dem Direktorium der Kirche Augsburgischer Konfession in Elsass-Lothringen an.
In einer Ersatzwahl am 21. Juli 1887 für den verstorbenen Abgeordneten Jacques Kablé wurde Petri als Abgeordneter für den Wahlkreis Elsaß-Lothringen 8 (Straßburg) in den Deutschen Reichstag gewählt, dem er bis 1893 angehörte. Da Petri bei den Wahlen auch von den elsässischen Autonomisten unterstützt wurde, schloss er sich im Reichstag lediglich als Hospitant der Fraktion der Nationalliberalen Partei an. 1893 kandidierte er erneut, unterlag jedoch in der Stichwahl August Bebel.
1892 wurde er in den Vorstand der Straßburger Kommunalkreditbank berufen, und 1898 wurde er zum Unterstaatssekretär und Vorstand der Ministerialabteilung für Justiz und Kultus in Elsaß-Lothringen ernannt. 1914 musste er nach einer Beleidigungsaffäre zurücktreten.
Emil Petri war verheiratet mit Lina Petri († 1927).